# Ladislao II di Boemia
Ladislao II Jagellone (tradotto anche Vladislao, nato Władysław Jagiellończyk) (Cracovia, 1º marzo 1456 – Buda, 13 marzo 1516) fu re di Boemia e re d'Ungheria.

## Biografia

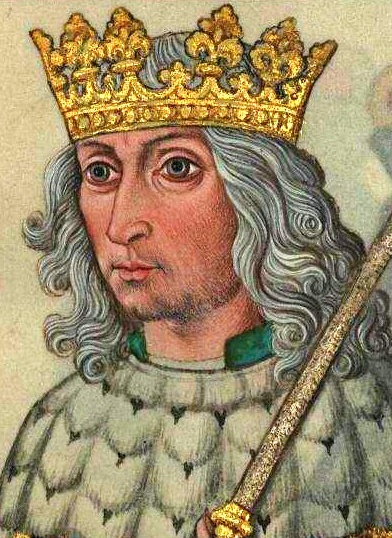
Ritratto di Ladislao, 1509, João do Cró, Nacional Torre do Tombo.

Figlio del re di Polonia Casimiro IV Jagellone e di Elisabetta d'Asburgo, fu eletto re di Boemia nel 1471 alla morte di Giorgio di Poděbrady. Dopo questa elezione egli proseguì la guerra che già era in corso con Mattia Corvino per la corona boema, terminata nel 1479 con pace di Olomouc.
Nel 1490, alla morte di Mattia Corvino, fu eletto re d'Ungheria. Gli ungheresi speravano che riunendo sotto una sola persona i regni di Boemia, Ungheria e Polonia si sarebbe potuto costituire un grande Stato in grado di opporsi efficacemente agli Ottomani. Ladislao si rivelò un re politicamente debole e irresoluto: dovette fronteggiare gravi difficoltà finanziarie e non riuscì a gestire la nobiltà che accrebbe enormemente i propri poteri. Questo portò nel 1514 ad una rivolta contadina capeggiata da György Dózsa, che dovette reprimere duramente. Infine soppresse l'esercito permanente creato da Mattia Corvino, la cosiddetta Armata nera che aveva invece avuto notevole successo nella guerra contro i turchi.
Ladislao morì il 13 marzo 1516 e fu sepolto nella città di Székesfehérvár. Gli succedette il figlio Luigi, all'epoca di appena 10 anni, con il nome di Luigi II d'Ungheria e Boemia.

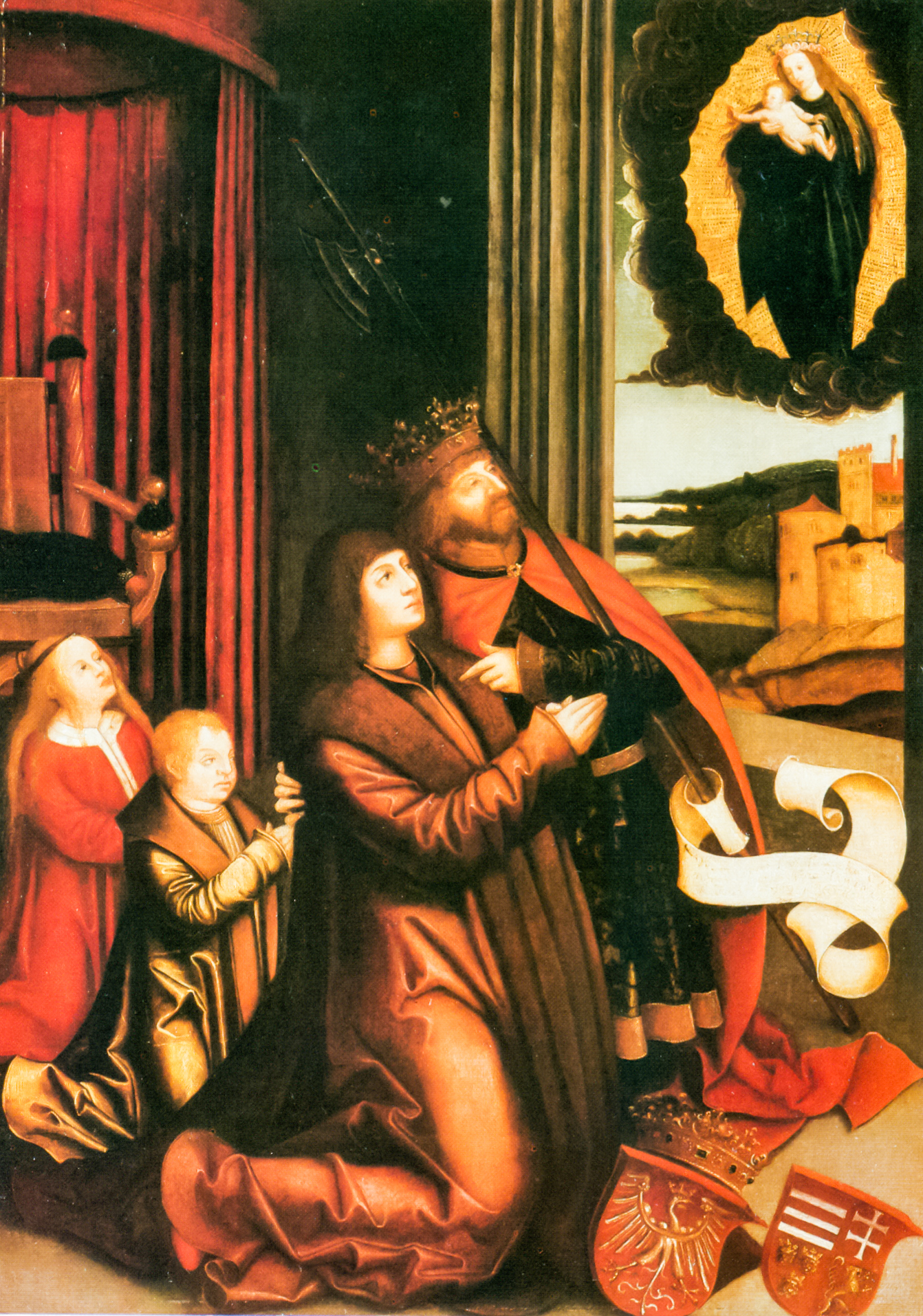
San Ladislao richiede la protezione della Vergine Maria per Vladislao II di Boemia e Ungheria ed i suoi figli di Bernhard Strigel, 1511 ca., Museo di belle arti di Budapest.

## Matrimoni e discendenza
Ladislao si sposò tre volte. In prime nozze, nel 1476, sposò Barbara, figlia di Alberto III di Brandeburgo, ma non ne ebbe alcun figlio, e il matrimonio fu annullato solo nel 1500 da Papa Alessandro VI. 
In seconde nozze, nel 1490, Ladislao sposò Beatrice d'Aragona, vedova di Mattia Corvino, defunto Re d'Ungheria: Ladislao contrasse l'unione in condizioni di bigamia, con il solo scopo di diventare un più forte candidato alla corona ungherese, che infatti ottenne poco dopo. Nel 1492 Ladislao II chiese l'annullamento del matrimonio da parte del Papa Alessandro VI. Numerosissimi furono i pretesti addotti per ottenerlo:
1. La sterilità di Beatrice, che avrebbe messo a rischio il futuro del regno e la sua successione.[2][1]
2. Il fatto che egli non avesse mai voluto sposarla, ma vi fosse stato costretto, al puro scopo di ottenere il regno.[1]
3. Un errore formale commesso, appositamente, dal vescovo nella cerimonia di matrimonio: alla domanda se volesse Beatrice per sposa, Ladislao pronuncio "ita", ossia "così", in luogo del classico "volo", "voglio": ciò rendeva invalida la procedura, poiché "ita" non era parola di rito.[1]
4. La mancata consumazione delle nozze: Ladislao giurava di non essere mai rimasto da solo con Beatrice in nessuna occasione, ma sempre in compagnia di gentiluomini e dame.[1]
5. La disonestà della vita condotta da Beatrice, che aveva già avuto altri amanti.[2][1]

Sostenuta dal padre Ferrante e dai fratelli e parenti aragonesi, Beatrice si opponeva con fermezza all'annullamento, giurando e spergiurando di essere invece rimasta da sola svariate volte nella stessa camera con Ladislao di giorno e di notte per molte e molte ore di seguito, e dichiarando senza troppi pudori di avergli offerto numerosissime volte il proprio corpo, mentre non è chiaro se fosse già stata sua amante ancora vivente Mattia o se gli si fosse concessa solo una volta rimasta vedova. Nondimeno nel 1500 Ladislao ottenne dal Papa l'annullamento, costringendo quindi Beatrice a tornare a Napoli.

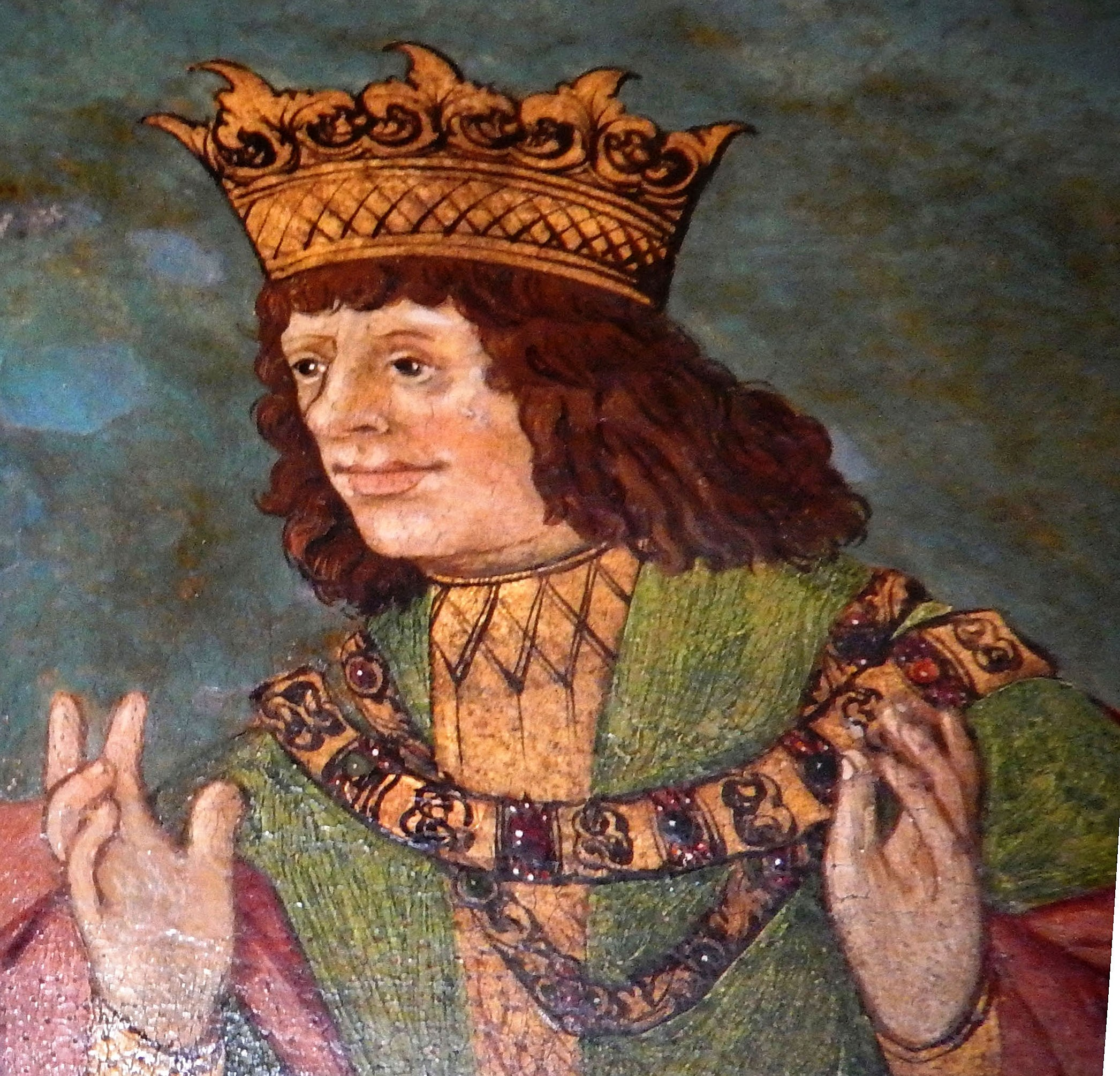
Ladislao II di Boemia e Ungheria su una predella da un laboratorio di Lubecca nel castello di Güstrow.

In terze nozze, il 6 ottobre 1502, Ladislao sposò la giovane Anna di Foix-Candale, figlia di Gastone II di Foix-Grailly-Candale, Captal de Buch, e di Caterina di Foix, da cui finalmente ebbe due figli: 
- Anna, andata sposa all'Imperatore Ferdinando I;
- Luigi, Re di Boemia ed Ungheria, sposò Maria d'Asburgo.

Ferdinando e Maria erano nipoti dell'imperatore Massimiliano I d'Asburgo e questi matrimoni fornirono alla dinastia asburgica, alla morte di Ladislao, l'occasione d'impadronirsi dei regni d'Ungheria e di Boemia.

## Ascendenza
|                           |                      |                                | Genitori                             |  |  | Nonni |  |  | Bisnonni |  |  | Trisnonni |  |
|                           |                      |                                |                                      |  |  |       |  |  | Algirdas |  |  | Gediminas |  |
|                           |                      |                                |                                      |  |  |       |  |  | Algirdas |  |  | Gediminas |  |
|                           |                      | Jewna di Polack                |                                      |  |  |       |  |  | Algirdas |  |  |           |  |
| Ladislao II di Polonia    |                      |                                |                                      |  |  |       |  |  | Algirdas |  |  |           |  |
|                           |                      | Uliana di Tver'                | Alessandro I di Tver'                |  |  |       |  |  |          |  |  |           |  |
|                           |                      | Uliana di Tver'                | Alessandro I di Tver'                |  |  |       |  |  |          |  |  |           |  |
|                           |                      | Uliana di Tver'                | Anastasia di Halyč                   |  |  |       |  |  |          |  |  |           |  |
| Casimiro IV di Polonia    |                      | Uliana di Tver'                |                                      |  |  |       |  |  |          |  |  |           |  |
|                           |                      | Andrea Alšėniškis              | Jonas Alšėniškis                     |  |  |       |  |  |          |  |  |           |  |
|                           |                      | Andrea Alšėniškis              | Jonas Alšėniškis                     |  |  |       |  |  |          |  |  |           |  |
|                           |                      | Andrea Alšėniškis              | Agrippina (Svjatoslavna) di Smolensk |  |  |       |  |  |          |  |  |           |  |
| Sofia Alšėniškė           |                      | Andrea Alšėniškis              |                                      |  |  |       |  |  |          |  |  |           |  |
|                           |                      | Aleksandra Dmitrievna Druckaja | Demetrio I Starsšyj                  |  |  |       |  |  |          |  |  |           |  |
|                           |                      | Aleksandra Dmitrievna Druckaja | Demetrio I Starsšyj                  |  |  |       |  |  |          |  |  |           |  |
|                           |                      | Aleksandra Dmitrievna Druckaja | Anna Ivanovna Druckaja               |  |  |       |  |  |          |  |  |           |  |
| Ladislao II di Boemia     |                      | Aleksandra Dmitrievna Druckaja |                                      |  |  |       |  |  |          |  |  |           |  |
|                           | Alberto IV d'Asburgo | Alberto III d'Asburgo          |                                      |  |  |       |  |  |          |  |  |           |  |
|                           | Alberto IV d'Asburgo | Alberto III d'Asburgo          |                                      |  |  |       |  |  |          |  |  |           |  |
|                           | Alberto IV d'Asburgo | Beatrice di Norimberga         |                                      |  |  |       |  |  |          |  |  |           |  |
| Alberto II d'Asburgo      | Alberto IV d'Asburgo |                                |                                      |  |  |       |  |  |          |  |  |           |  |
|                           |                      | Giovanna di Baviera-Straubing  | Alberto I di Baviera                 |  |  |       |  |  |          |  |  |           |  |
|                           |                      | Giovanna di Baviera-Straubing  | Alberto I di Baviera                 |  |  |       |  |  |          |  |  |           |  |
|                           |                      | Giovanna di Baviera-Straubing  | Margherita di Brieg                  |  |  |       |  |  |          |  |  |           |  |
| Elisabetta d'Asburgo      |                      | Giovanna di Baviera-Straubing  |                                      |  |  |       |  |  |          |  |  |           |  |
|                           |                      | Sigismondo di Lussemburgo      | Carlo IV di Lussemburgo              |  |  |       |  |  |          |  |  |           |  |
|                           |                      | Sigismondo di Lussemburgo      | Carlo IV di Lussemburgo              |  |  |       |  |  |          |  |  |           |  |
|                           |                      | Sigismondo di Lussemburgo      | Elisabetta di Pomerania              |  |  |       |  |  |          |  |  |           |  |
| Elisabetta di Lussemburgo |                      | Sigismondo di Lussemburgo      |                                      |  |  |       |  |  |          |  |  |           |  |
|                           |                      | Barbara di Cilli               | Ermanno II di Cilli                  |  |  |       |  |  |          |  |  |           |  |
|                           |                      | Barbara di Cilli               | Ermanno II di Cilli                  |  |  |       |  |  |          |  |  |           |  |
|                           |                      | Barbara di Cilli               | Anna di Schaunberg                   |  |  |       |  |  |          |  |  |           |  |
|                           |                      | Barbara di Cilli               |                                      |  |  |       |  |  |          |  |  |           |  |